# Ифенроде

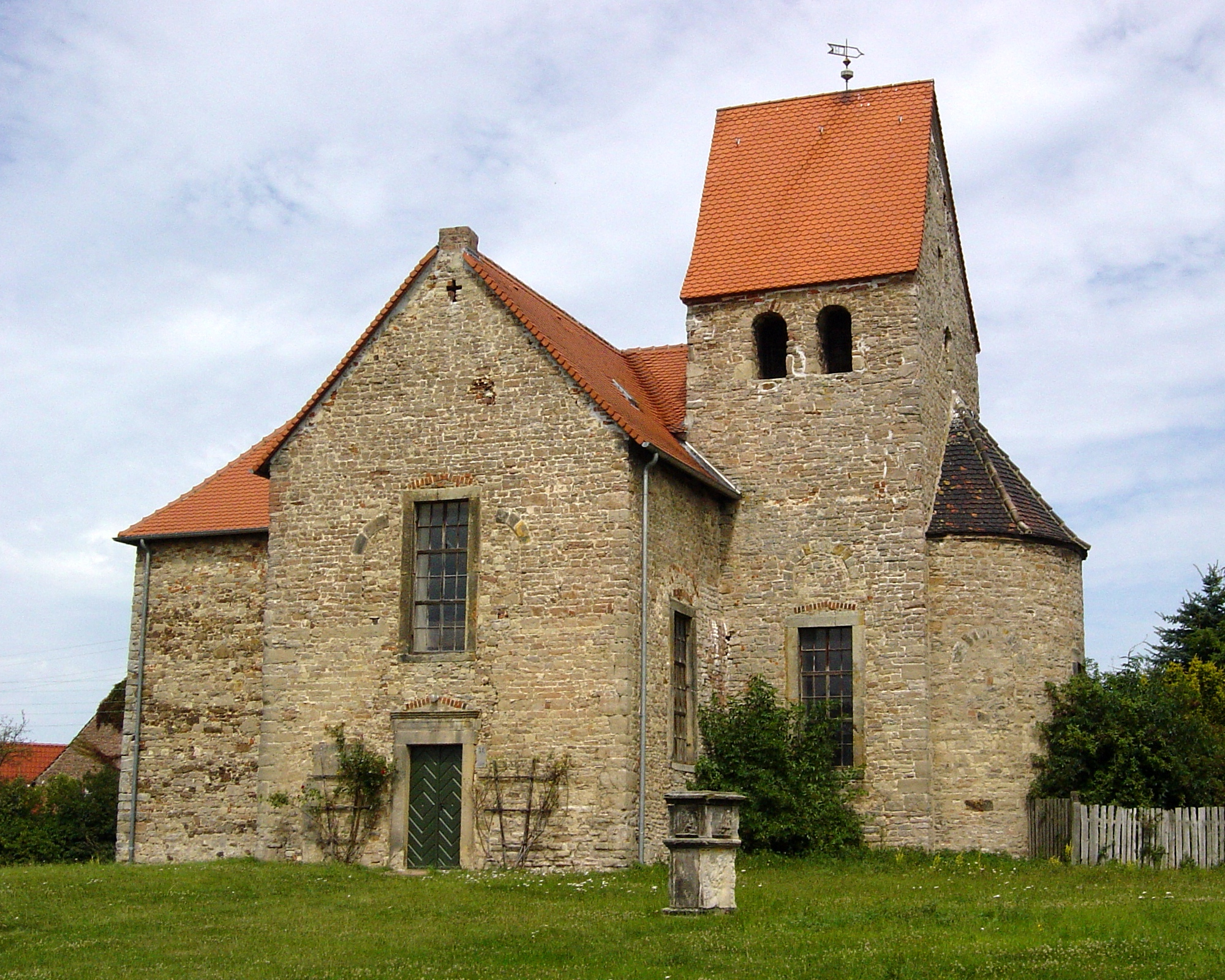
Церковь

Ифенроде (нем. Ivenrode) — деревня в Германии, в земле Саксония-Анхальт. Входит в состав общины Альтенхаузен района Бёрде.
Население составляет 380 человек (на 2022 год). Занимает площадь 10,55 км².

## История
Впервые упоминается в 1358 году.
До 31 декабря 2009 года Ифенроде имела статус общины (коммуны). 1 января 2010 года вместе с общиной Эмден вошла в состав коммуны Альтенхаузен.

## Достопримечательности
Средневековая церковь, построенная в романском стиле.